# Byteń (Ukraina)
Byteń (ukr. Битень) – wieś na Ukrainie w rejonie kowelskim obwodu wołyńskiego.
W czasie okupacji niemieckiej polska mieszkanka wsi Dominika Wołoszkiewicz ukrywała żydowskie dziecko. W 1990 roku Instytut Jad Waszem uhonorował ją za to tytułem Sprawiedliwej wśród Narodów Świata.